# Gardejauratjtjärnarna
Gardejauratjtjärnarna  är varandra näraliggande sjöar i Sorsele kommun i Lappland och ingår i Umeälvens huvudavrinningsområde.
- Gardejauratjtjärnen (Sorsele socken, Lappland, 729816-157099), sjö i Sorsele kommun, 65°46′35″N 17°21′18″Ö / 65.7765°N 17.3549°Ö
- Gardejauratjtjärnen (Sorsele socken, Lappland, 729860-157044), sjö i Sorsele kommun, 65°46′50″N 17°20′36″Ö / 65.7805°N 17.3432°Ö